# Colina del León

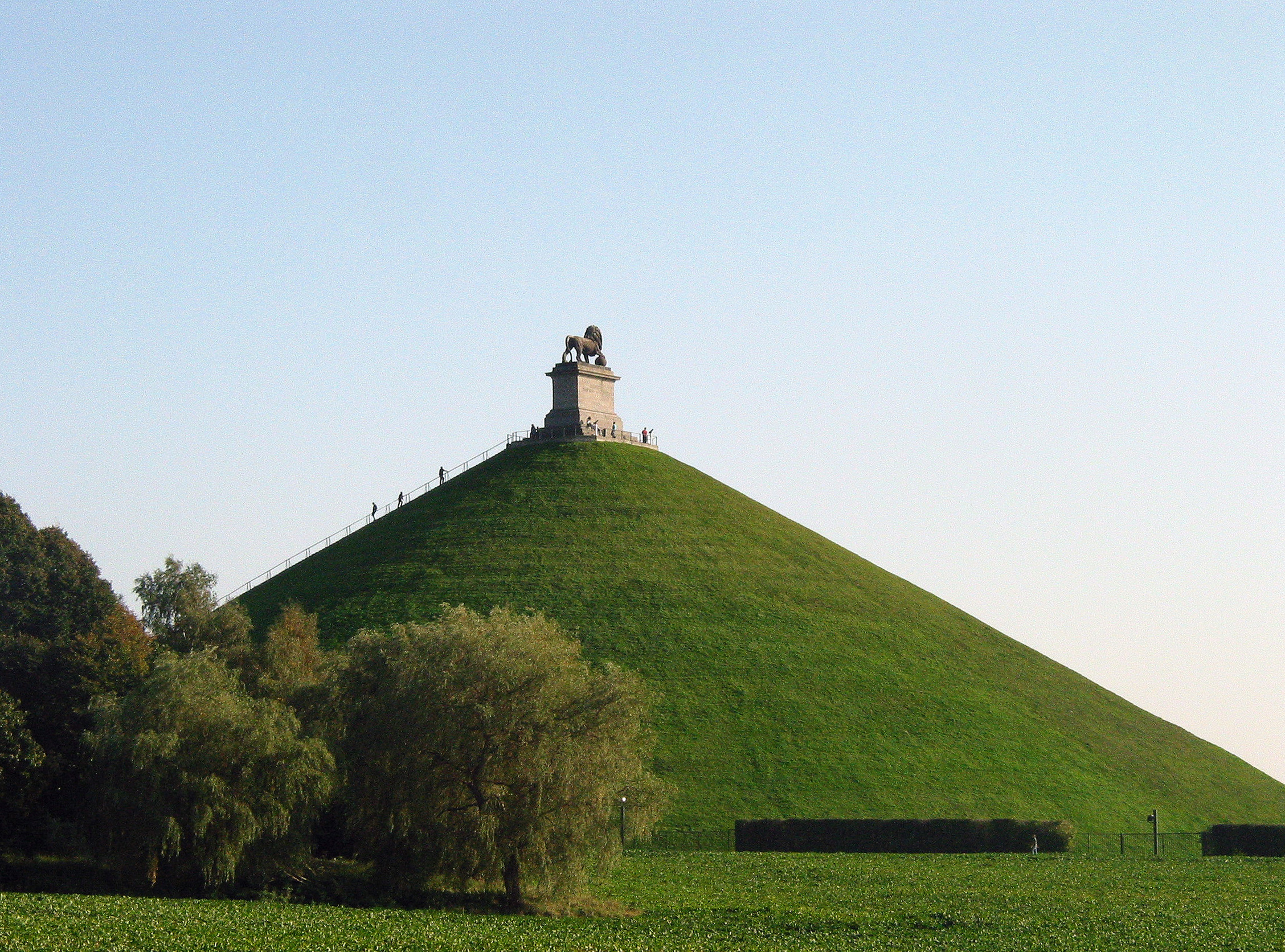
Colina del León

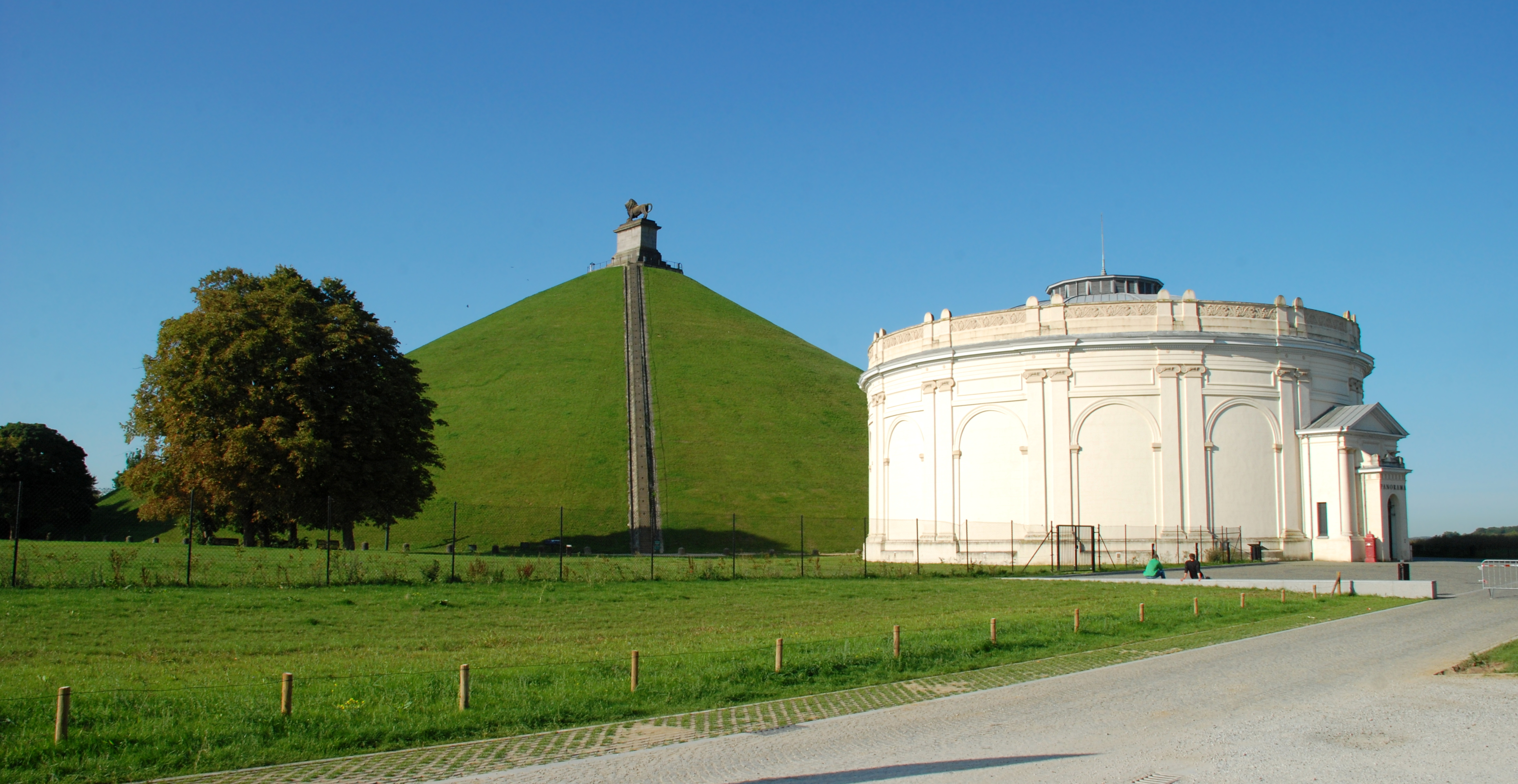
La Colina del León y la Rotonda del Panorama de la Batalla de Waterloo.

La Colina del León (en francés: Butte du Lion, Loma/Montículo del León; en neerlandés: Leeuw van Waterloo, León de Waterloo) es una colina artificial cónica de gran tamaño ubicada en el municipio de Braine-l'Alleud/Eigenbrakel,  Bélgica. Diseñada por el arquitecto real Charles Vander Straeten, su construcción fue ordenada por el rey Guillermo I de los Países Bajos en 1820, terminándose en 1826. Conmemora la localización en el campo de batalla de Waterloo donde una bala de mosquete golpeó el hombro de Guillermo II de los Países Bajos (en aquel entonces príncipe de Orange), derribándolo de su caballo durante la batalla.
La colina ofrece una vista del campo de batalla, y es el punto central de los museos y tabernas asociados en el sector circundante, conocido como Aldea del León (francés: le Hameau du Lion; neerlandés: Gehucht met de Leeuw). Los visitantes que pagan una tarifa pueden escalar los 225 escalones del Montículo, que conducen a la estatua del león y sus alrededores (donde hay mapas que documentan la batalla, junto con telescopios de observación). La misma tarifa también otorga la admisión para ver la pintura Panorama de Waterloo. El monumento fue concebido como símbolo de la victoria aliada más que como glorificación de cualquier individuo.

## Estatua del león

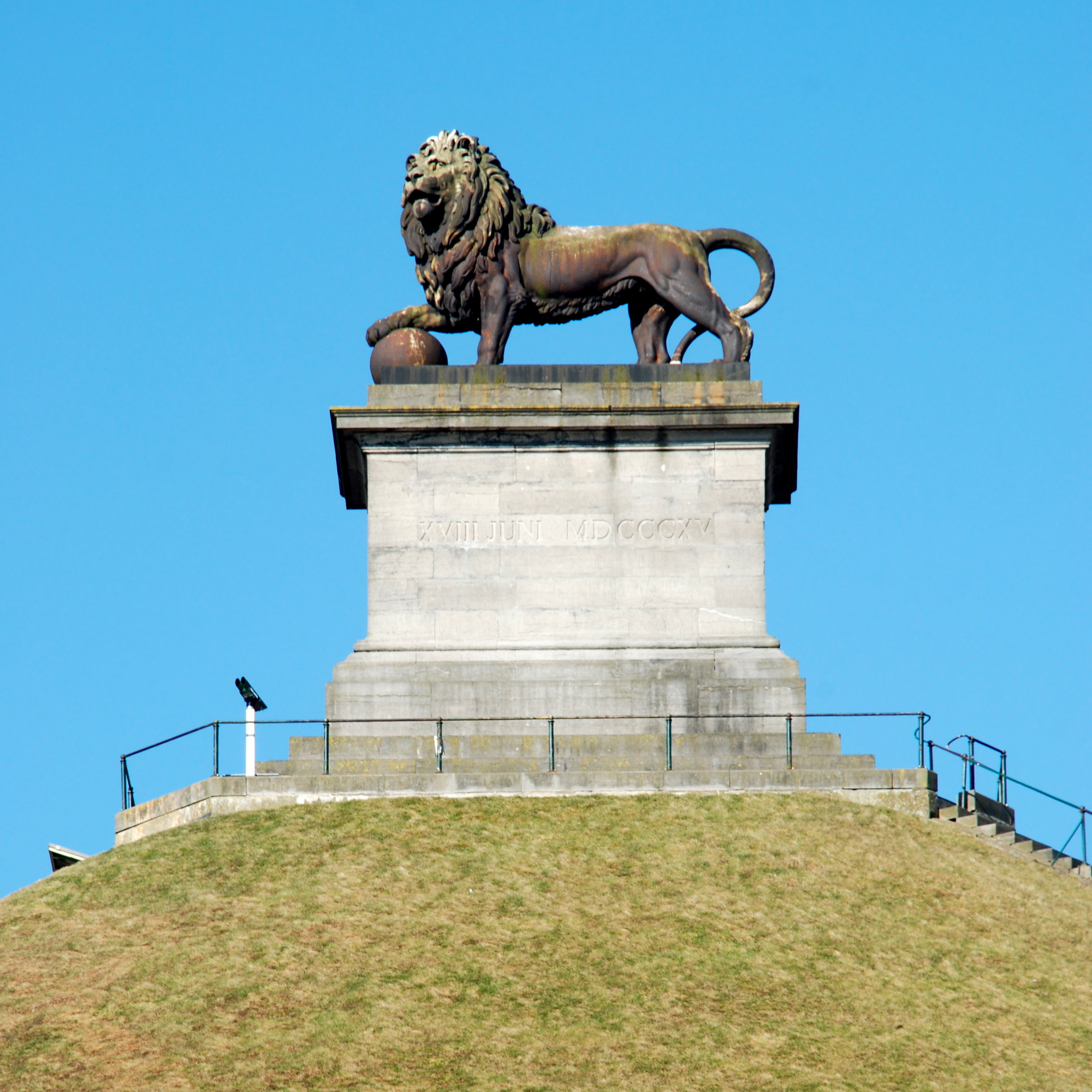
Estatua del León en la cima de la colina

En la cima de la colina, a 45 metros de altura sobre el suelo, hay una estatua de un león parado sobre un pedestal, con su pata derecha sobre una esfera. 
Jean-Louis Van Geel esculpió el león modelo, similar a los leones Medici del siglo XVI. El león es la bestia heráldica en el escudo del monarca de los Países Bajos, y simboliza el valor. La esfera simboliza la victoria global. La estatua pesa 28 toneladas y mide 4,5 metros de alto.
La fundición de William Cockerill en Lieja realizó el trabajo de fundición de la estatua. Hay una leyenda según la cual la fundición derritió el latón de los cañones que los franceses habían dejado en el campo de batalla, para hacer la estatua del león. La estatua se fabricó ensamblando nueve moldes parciales separados para formar con esos componentes la estatua en el sitio del monumento.